# Asesinatos en masa de Nizhni Taguil (2002–2007)
Los asesinatos en masa de Nizhn Taguil se refieren a una fosa común descubierta a comienzos de 2007, cerca de la ciudad de Nizhni Taguil en el Óblast de Sverdlovsk, en Rusia. La tumba contenía los restos confirmados de 15 jóvenes mujeres y niñas, quienes tenía entre 13 y 25 años, y algunas que llegaban a los 30 años, quienes fueron asesinadas por una pandilla de proxenetas entre 2002 y 2005.

## Descubrimiento
La fosa común fue descubierta por un perro cerca del pueblo de Levinkha, Óblast de Sverdlovsk, localizada a 40 kilómetros al sur de la ciudad de Nizhni Taguil, hacia inicios de 2007. El primer informe de prensa sobre la fosa común apareció en el periódico ruso Komsomólskaya Pravda, el 2 de febrero de 2007, escrito por la corresponsal de los Montes Urales Rinat Nizamov. Ese mismo día, la Fiscalía del Óblast de Sverdlovsk emitió una declaración oficial que confirmaba esta información.

## Investigación
Según las investigaciones policiales sobre la fosa común, las mujeres fueron asesinadas entre 2002 y 2005 en la ciudad de Nizhni Taguil, en las ciudades de Kirovgrad y Kushva, y en los distritos de Nevyansky y Prigorodny, todos localizados en el Óblast de Sverdlovsk. La policía arrestó una banda de ocho hombres, entre 25 y 46 años, quienes fueron acusados de haber secuestrado las numerosas mujeres locales hacia comienzos de 2002, quién fueron posteriormente violadas, golpeadas, y forzadas mediante amenazas de muerte a ejercer la prostitución en un burdel disfrazado como salón de masajes. Algunas de las niñas fueron obligadas a escribir cartas tranquilizadoras a sus familias. Se confirmó que una de las víctimas, Elena Chudinova, era la hija de 14 años de uno de los líderes de la pandilla, Eduard "Edik" Chudinov.
La policía local fue acusada de no investigar apropiadamente los informes personas desaparecidass, cuando  entre 2005 y 2006 se registraron 462 casos sin resolver de personas desaparecidas solamente en Nizhni Taguil, una ciudad de aproximadamente 400 000 habitantes.

### Condenas
Los fiscales relacionaron 14 de los homicidios con la banda, pero las fuentes cercanas a la investigación sospechan que pudieron haber asesinado a más de 50 personas. En abril de 2008, Eduard Chudinov fue condenado a cadena perpetua, a pesar de que el caso en su contra por el asesinato de su hija Elena fue desestimado. Los otros siete miembros de la pandilla recibieron una condena de entre 10 y 24 años.

## Víctimas
Entre víctimas, seis pudieron ser confirmadas:
- Olga Bubnova (15 años) (desaparecida en junio de 2005)
- Viktoria Yushkova (13 años) (desaparecida en junio de 2005)
- Irina Kuzmina (17 años) (desaparecida en 2004)
- Elena Chudinova (15 años) (desaparecida en julio de 2004) (hija del mafioso Eduard Chudinov)
- Olesya Yakimovich (13 años) (desaparecida en enero de 2004)
- Evgeniya Konstantinova (13 años) (desaparecida en enero de 2004)

## En la cultura popular
Una descripción ficticia de Nizhni Taguil y los homicidios aparecen en la novela The Bourne Sanction, por Eric Van Lustbader.